# Coenonycha sleeperi
Coenonycha sleeperi är en skalbaggsart som beskrevs av Evans 1988. Coenonycha sleeperi ingår i släktet Coenonycha och familjen Melolonthidae. Inga underarter finns listade i Catalogue of Life.